# Offering
Offering es un grupo creado en octubre de 1983 por Christian Vander, baterista y creador de Magma, junto con Simon Goubert (piano), Stella Vander (voz) y Guy Khalifa (piano, voz y flauta) además de otros percusionistas como (Abdu M'Boup y Sydney Thiam, entre otros)

## Historia
Contrariamente a Magma, Offering es un grupo que construye su sonido sobre la base de la voz, los teclados y las percusiones.
Haciendo alusión a algunos de los temas tocados por Magma en 1982 y 1983 (Another Day, le Chant du Sorcier) el grupo deja espacio para la improvisación fuertemente influenciado por el jazz de John Coltrane y Pharoah Sanders.
Luego de una primera etapa muy refinada, la agrupación se fortalece en 1984 con el paso de Francis Moze, en el bajo, y de Peter Marcault, en los tambores (reemplazando a Steve Shehan) y Michel Lebars) (baterista de Eider Stellar). La banda hizo presentaciones regularmente en Alemania de 1984 a 1987, ante las muchas dificultades de ser escuchados en Francia.
Emmanuel Borghi (piano) y Jean-Claude Buire (tambores) volvieron al grupo, por lo que gradualmente la banda los tintes tribales de los temas iniciales, al hacer nuevas composiciones como: «Cosmos» y «Afïïeh», más en la línea de Magma y «Les Cygnes et les Corbeaux», ambiciosa pieza de más de una hora de duración.
El primer álbum, «Offering 1 & 2» fue lanzado en 1986, y sería seguido por «Offering 3 & 4» en 1990.
En mayo de 1993, sale el tercer álbum «Afïïeh», retornando a una atmósfera más cercana a Magma.
Offering se retira gradualmente de la escena en 1992, Christian Vander se concentra entonces en «Les Voix de Magma», así es como el grupo da su último concierto en 1995 (participando entre otros en la formación: Philippe Dardelle (bajo), Pierre-Michel Sivadier y Lydia Domancich (teclados).
En el año 2003, Christian Vander vuelve a su trabajo acústico, con el relanzamiento de todos los discos de Offering (incluyendo la inédita «Out of this World») y dedica una semana del mes de mayo en el escenario del Triton.

## Discografía
- 1986: Offering 1 & 2
- 1987: Paris, Théâtre Déjazet, registro en vivo.
- 1990: Offering 3 & 4
- 1993: Afïïeh
- 2003: Coffret intégral

- Datos: Q3349535